# Ötztaler Ache

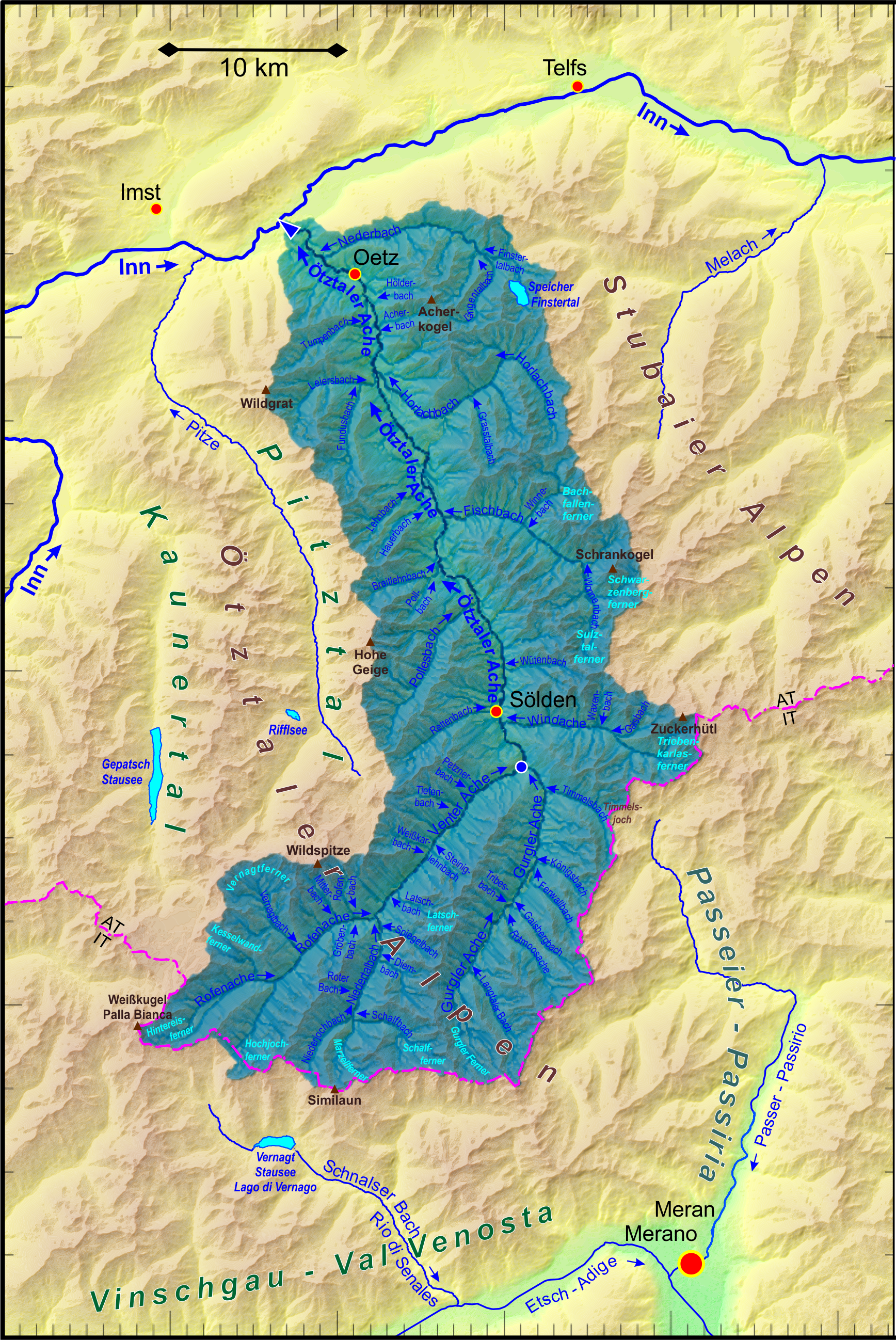
Einzugsgebiet der Ötztaler Ache

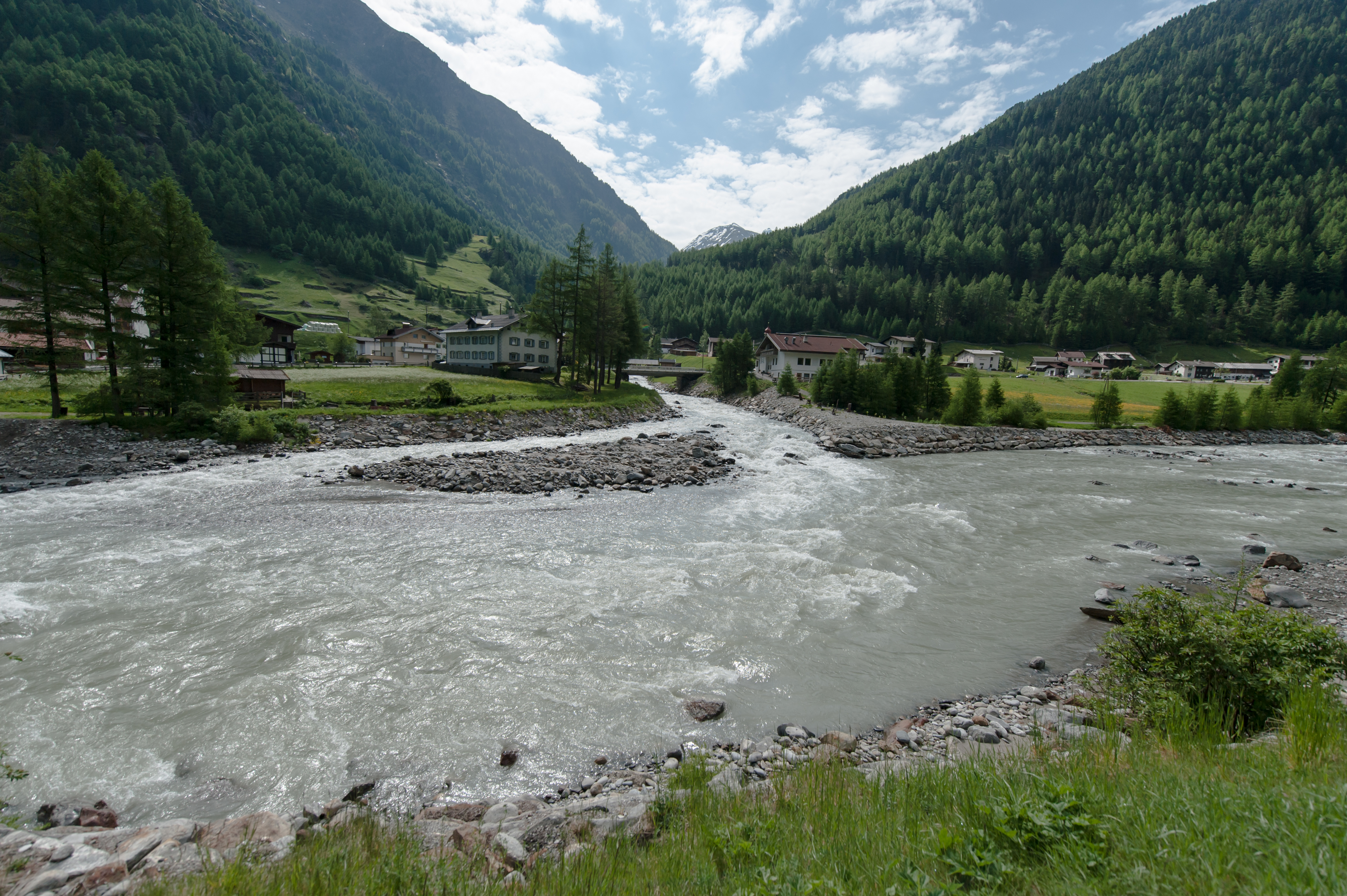
Zusammenfluss von Gurgler Ache und Venter Ache bei Zwieselstein

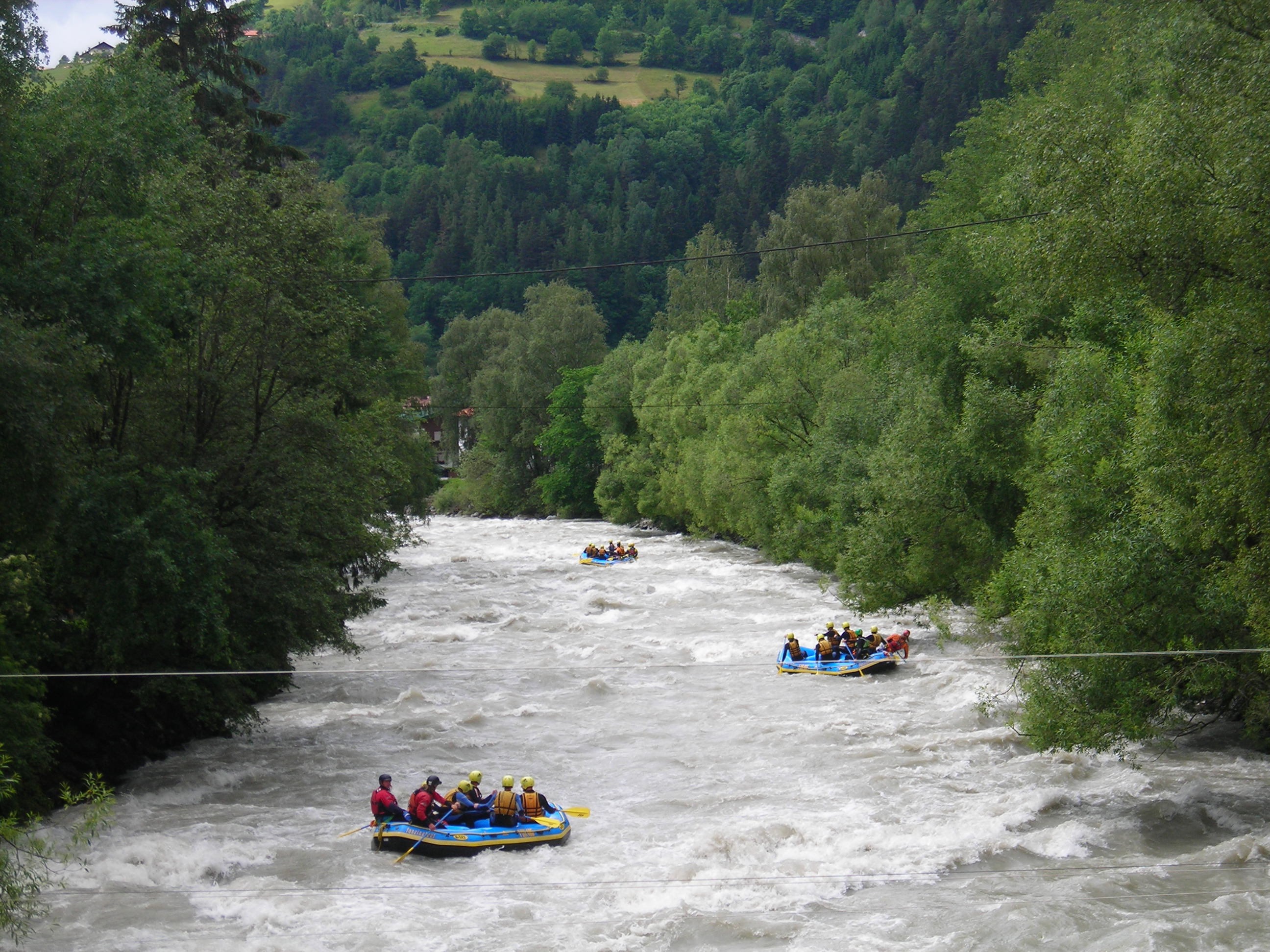
Rafting auf der Ötztaler Ache

Die Ötztaler Ache ist ein rechter Nebenfluss des Inns und Hauptgewässer des Tiroler Ötztals mit einer Länge von rund 42 km. Sie ist nach dem Ziller sein wasserreichster Zubringer in Tirol und trennt in ihrem Gesamtlauf die Ötztaler Alpen im Westen von den Stubaier Alpen im Osten.

## Name
Die Ötztaler Ache wurde 1259 erstmals als fluvius dictus Ez (‚Fluss genannt Etz‘) erwähnt. Im Jagdbuch Kaiser Maxilimilans von 1500 wird sie als das Wasser genant die Ach bezeichnet, im Atlas Tyrolensis von Peter Anich (1774) als Oezthaler Bach und bei Johann Jakob Staffler im 19. Jahrhundert als Ötztalerache.

## Lage, Landschaft und Lauf
Die Ötztaler Ache entsteht bei Zwieselstein durch den Zusammenfluss von Venter Ache und Gurgler Ache und fließt in nördlicher Richtung durch das Ötztal. Zwischen dem Haiminger Ortsteil Ötztal-Bahnhof und Roppen mündet der Fluss in den Inn. Seine Länge von Zwieselstein bis zur Mündung beträgt 42 km. Häufig werden Venter Ache und Rofenache als Oberlauf der Ötztaler Ache angesehen, die damit eine Länge von 66,5 km und einen Höhenunterschied von über 1800 m aufweist.
Das Ötztal weist mehrere Talstufen auf, die durch Bergstürze entstanden sind. Die Ache grub sich einen Weg durch die Schuttmassen und bildete Steilstrecken mit Stromschnellen, die sogenannten Achstürze aus. Die bedeutendsten liegen südlich von Oetz zwischen Tumpen und Habichen, wo 2022 ein Wasserkraftwerk in Betrieb ging.

## Wichtigste Zuflüsse

### Quellflüsse
- Die Gurgler Ache (Länge ca. 16 km) entspringt dem Gurgler Ferner und durchfließt das Gurgler Tal, ein bekanntes Schigebiet (Hauptort Obergurgl).
- Die Venter Ache (Länge ca. 13 km) kommt aus dem Kernbereich der Ötztaler Alpen von der Hinteren Schwärze und der Weißkugel. Sie gilt als einer der wertvollsten Wildflüsse Tirols. Das Wildwasser ist bei Paddlern und Raftern beliebt.

### Rechte Zuflüsse
- Südlich von Sölden mündet die Windache aus dem Windachtal.
- Bei Längenfeld mündet der Fischbach aus dem Sulztal in die Ache. Er verursacht immer wieder Vermurungen und Überschwemmungen.
- In Umhausen mündet der Horlachbach, der durch das Horlachtal und den Ortsteil Niederthai fließt und über den bekannten, 150 m hohen Stuibenfall ins Ötztal stürzt. Der Horlachbach speist auch den entfernt gelegenen Speichersee Längental der Kraftwerksgruppe Sellrain-Silz im Kühtai.
- Nördlich von Oetz fließt der Nederbach oder Stuibenbach vom Nedertal bei Kühtai zu. Kurz vor der Talebene durchbricht er eine Felsenschlucht mit dem Stuibenfall (nicht zu verwechseln mit dem wesentlich größeren bei Umhausen).

### Linke Zuflüsse
- Bei Sölden mündet der Rettenbach im gleichnamigen Ortsteil vom Rettenbachtal und wird u. a. vom Rettenbachferner gespeist.
- Südlich von Huben in der Gemeinde Längenfeld mündet der Pollesbach aus einer wilden, unzugänglichen Felsschlucht.
- Ebenfalls in der Gemeinde mündet der Lehnbach beim Ortsteil Lehn von der Innerbergalm mit dem sehenswerten 110 m hohen Lehner Wasserfall.
- Nördlich von Umhausen mündet der Leiersbach, der durch ein schluchtartiges, bewaldetes Tal fließt.
- Der Tumpenbach im Ortsteil Tumpen hat kurz vor seiner Mündung mehrere sehenswerte Wasserfälle aufzuweisen.

## Hydrographie
Seit der Gründung des Hydrographischen Dienstes in Österreich 1893/94 wird die Ötztaler Ache hydrographisch erforscht. Die ältesten Messstellen wurden 1897 eingerichtet, nur wenige davon gibt es heute noch. Die Erfassung des hydrographischen Regimes erfolgt an Pegelanlagen. Die Messungen betreffen Wasserstand, Durchfluss, Wassertemperatur, Schwebstoffe und Geschiebe. Ziel ist die Schaffung langer Messreihen, damit auf Basis dieser Daten stete Veränderungen dokumentiert werden, Aussagen zum Klimawandel und extremwertstatistische Aussagen für Langzeitprojekte wie Flussverbauungen gemacht werden können. Sie bilden auch die Grundlagen für wasserwirtschaftliche Planungen aller Art, u. a. auch für angedachte Kraftwerke. Mit der Automatisierung des Messnetzes können die Werte online abgefragt werden und zum Zwecke der Hochwasserwarnung in Niederschlag-Abfluss-Modelle Eingang finden.

## Einzugsgebiet und Wasserführung
Die Ache hat ein Einzugsgebiet von 894 km², das den Ostrand und Kernbereich der Ötztaler Alpen und den gesamten Westteil der Stubaier Alpen ausmacht, mit einer mittleren Höhe von etwa 2500 m. 20 % des Einzugsgebietes liegen über 2900 m, die höchste Erhebung ist die Wildspitze mit 3768 m ü. A.
512 km² (57 %) des Einzugsgebietes sind mit Vegetation bedeckt, davon 130 km² (15 %) mit Wald, 381 km² (43 %) sind vegetationsfrei.
Im Einzugsbereich der Ötztaler Ache befinden sich 171 Gletscher mit einer Gesamtfläche von 114,9 km², die damit 13 % des Einzugsgebietes ausmachen. Seit 1850 ist diese Fläche aufgrund des Gletscherschwunds um rund 95 km² zurückgegangen. 2,1 km² des Einzugsgebietes entfallen auf Italien.
Charakteristisch für den Einfluss der Gletscher ist die merkbare Zunahme des Abflusses erst im späten Frühjahr (Mai/Juni) mit einer kurzen und konzentrierten Abflusstätigkeit im Hochsommer und einem starken Rückgang der Wasserführung im beginnenden Herbst. Der mittlere Abfluss beträgt am Pegel Brunau, 2 km oberhalb der Mündung, 31,3 m³/s, das entspricht einer Abflussspende von 37,5 l/s·km². Der mittlere Abfluss beträgt im wasserreichsten Monat Juli am Pegel Brunau mehr als das Siebzehnnfache des wasserärmsten Monats Februar, am Pegel Tumpen fast das Zwanzigfache.
Mittlere monatliche Abflüsse der Ötztaler Ache (in m³/s) am Pegel Brunau

Erhebungszeitraum 1991–2009, Quelle:

## Hochwasser
Die wasserreiche und stürmische Ötztaler Ache, über die mehr als 40 Brücken führen, hat häufig das Tal verwüstet, was aufwändige Verbauungsmaßnahmen notwendig machte. Extreme Hochwasserereignisse gab es in der Vergangenheit insbesondere bei Ausbrüchen des Rofener oder Gurgler Eissees.

### Hochwasser neueren Datums
24./25. August 1987: Nach einem Dauerregen stieg die Ötztaler Ache rasand an, trat an vielen Stellen über die Ufer und riss Straßen und Brücken weg. Das Telefonnetz brach zusammen, der Funkverkehr ebenso. Zwischen Umhausen und Längenfeld wurde eine Brücke ein Raub der Wassergewalten, die Warnung für Autofahrer kam zu spät, zumal wegen Nebels kaum Bodensicht vorhanden gewesen war. 13 Menschen stürzten in den Tod. Tagelang konnte das hintere Ötztal nur auf dem Luftweg versorgt werden. Hubschrauber des Bundesheeres brachten Nahrung, über das Timmelsjoch kamen Lkws.
28. August 2023: Der Abflussscheitel der Ötztaler Ache erreichte den Wert eines 100-jährlichen Hochwassers (HQ100). Personenschäden waren keine zu verzeichnen, wohl aber an Flur und Infrastruktur. So wurde die Ötztalstraße auf einem Teilstück zwischen Umhausen und Längenfeld weggerissen, ebenso wie die Köfler Brücke.

## Ökologie
Die Ötztaler Ache ist einer der wenigen hydrologisch unbeeinflussten Gebirgsflüsse Tirols. Entsprechend den Talstufen des Ötztals wechseln sich schnell und langsam fließende Abschnitte ab. Die Uferbereiche werden von Steilwänden, landwirtschaftlich genutzten Flächen, Fichtenwäldern und Galeriewäldern aus Erlen und Weiden gebildet.
Die Wasserqualität wird im Oberlauf mit Gewässergüteklasse II, im Unterlauf mit I-II eingestuft.
Die im Jahresverlauf stark schwankende Wasserführung und die niedrige Wassertemperatur (im Mittel der wärmsten Monate unter 9 °C) bedingen eine speziell angepasste Fauna, darunter Algen (Goldalgen, Blaualgen), Insekten (Steinfliegen, Eintagsfliegen, Köcherfliegen) und Fische. Den größten Anteil am Fischbestand (mehr als 90 %) hat die Bachforelle, im Mündungsbereich zum Inn finden sich auch Äsche und Koppe. Daneben werden Regenbogenforellen und Bachsaiblinge eingesetzt. 2021 wurde bei Brunau eine Wehranlage (für den Bewässerungswaal durch den Amberg ins Inntal) entfernt und die Ache auch in diesem Bereich damit durchgängig gestaltet. Mit dieser ökologischen Ausgleichsmaßnahme im Zusammenhang mit der Errichtung eines zusätzlichen Stausees im Kühtai (Längental) einher ging die Ausbildung des Achbettes als Rampe über einen Bereich von mehreren Dutzend Metern.

## Sport
Die Ötztaler Ache und ihre Zuflüsse bieten verschiedene Möglichkeiten der sportlichen Betätigung, wie Rafting, Kanufahren, Canyoning oder auch Fischen. Die Ache gilt als anspruchsvolles Wildwasser, der Schwierigkeitsgrad reicht von III in den offenen Abschnitten bis VI in den Kataraktstrecken.

## Weitere Fotos

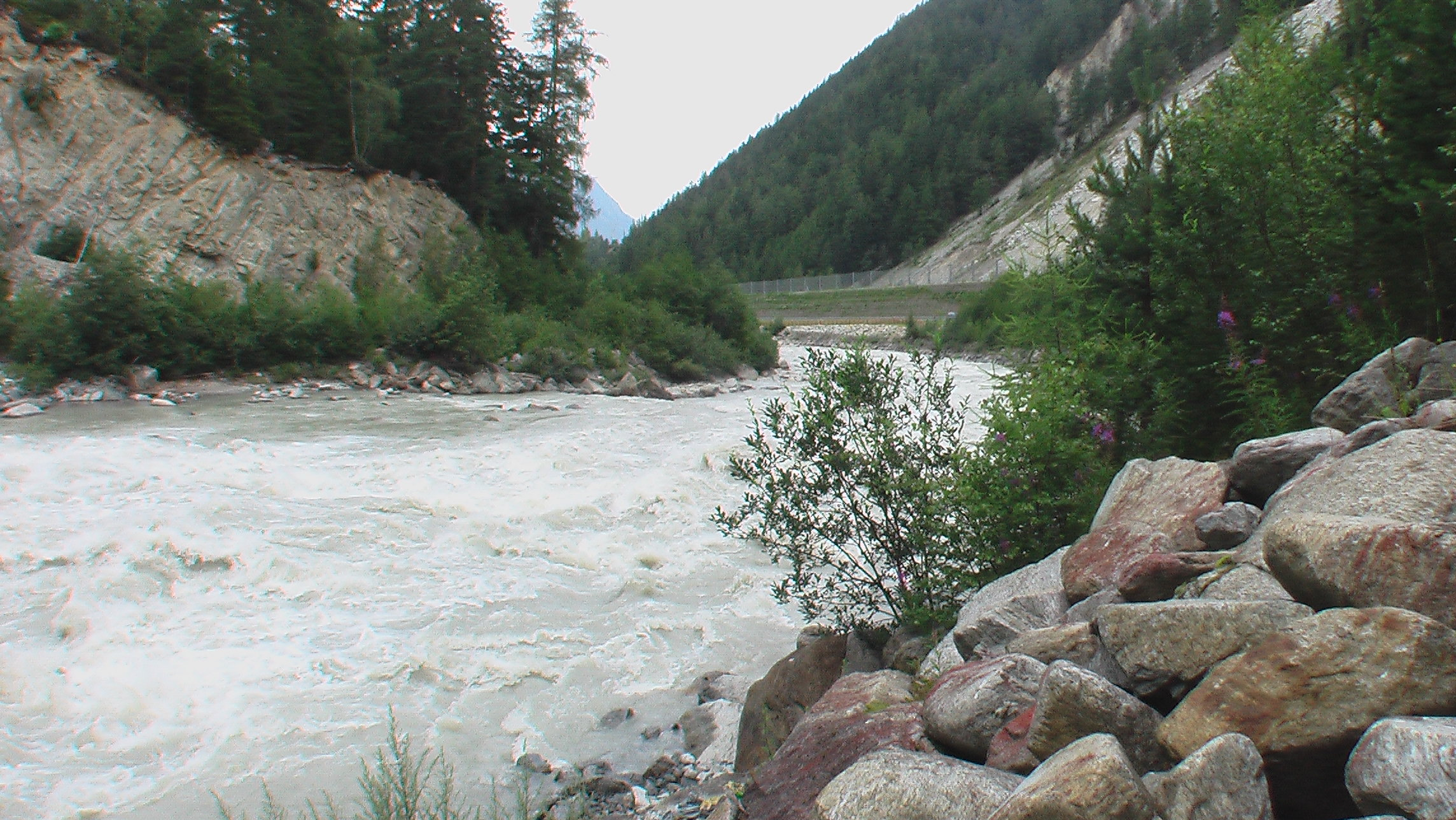
Die Ötztaler Ache bei Köfels
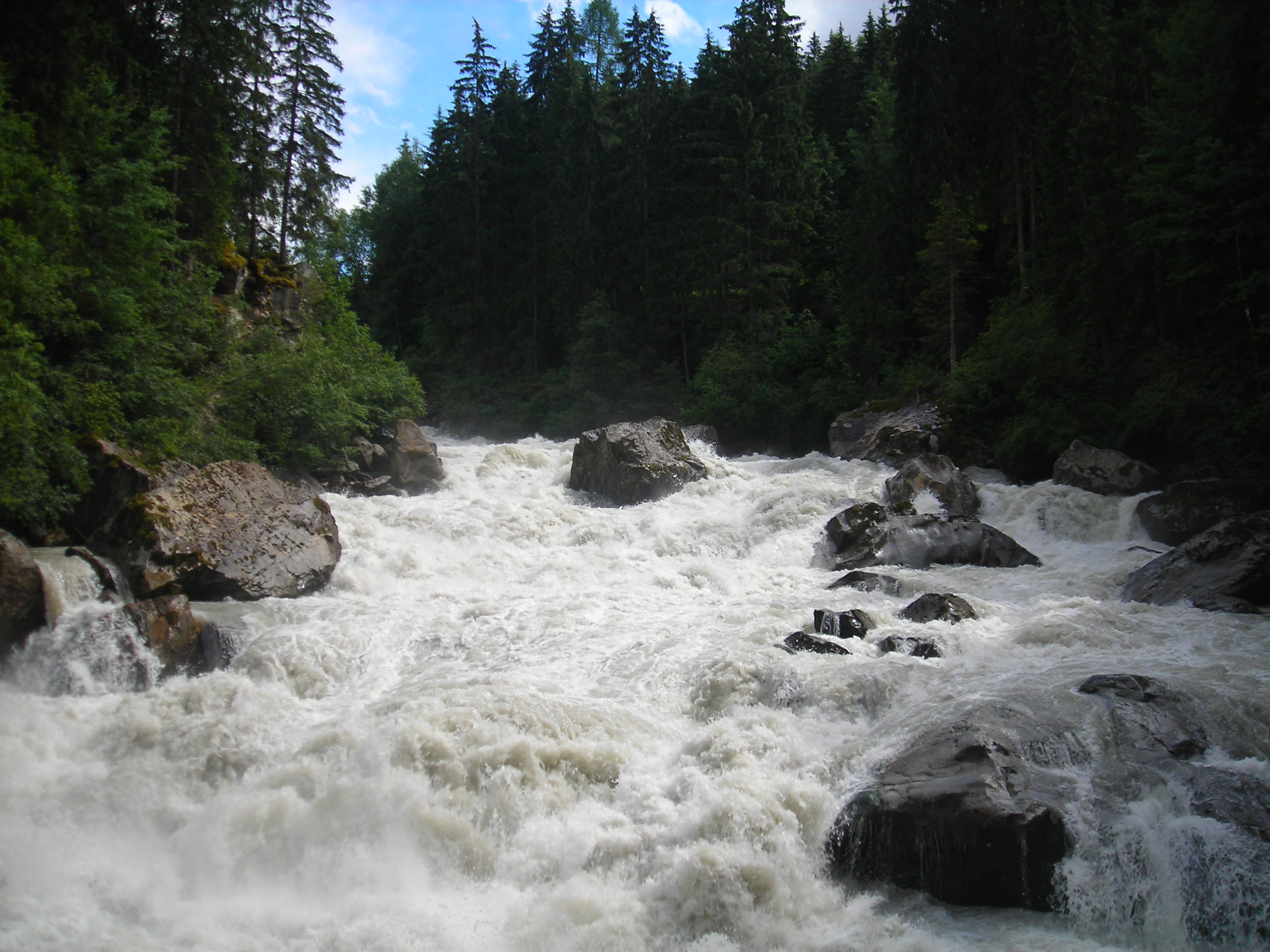
Achstürze bei der Wellerbrücke (Gemeinde Oetz)
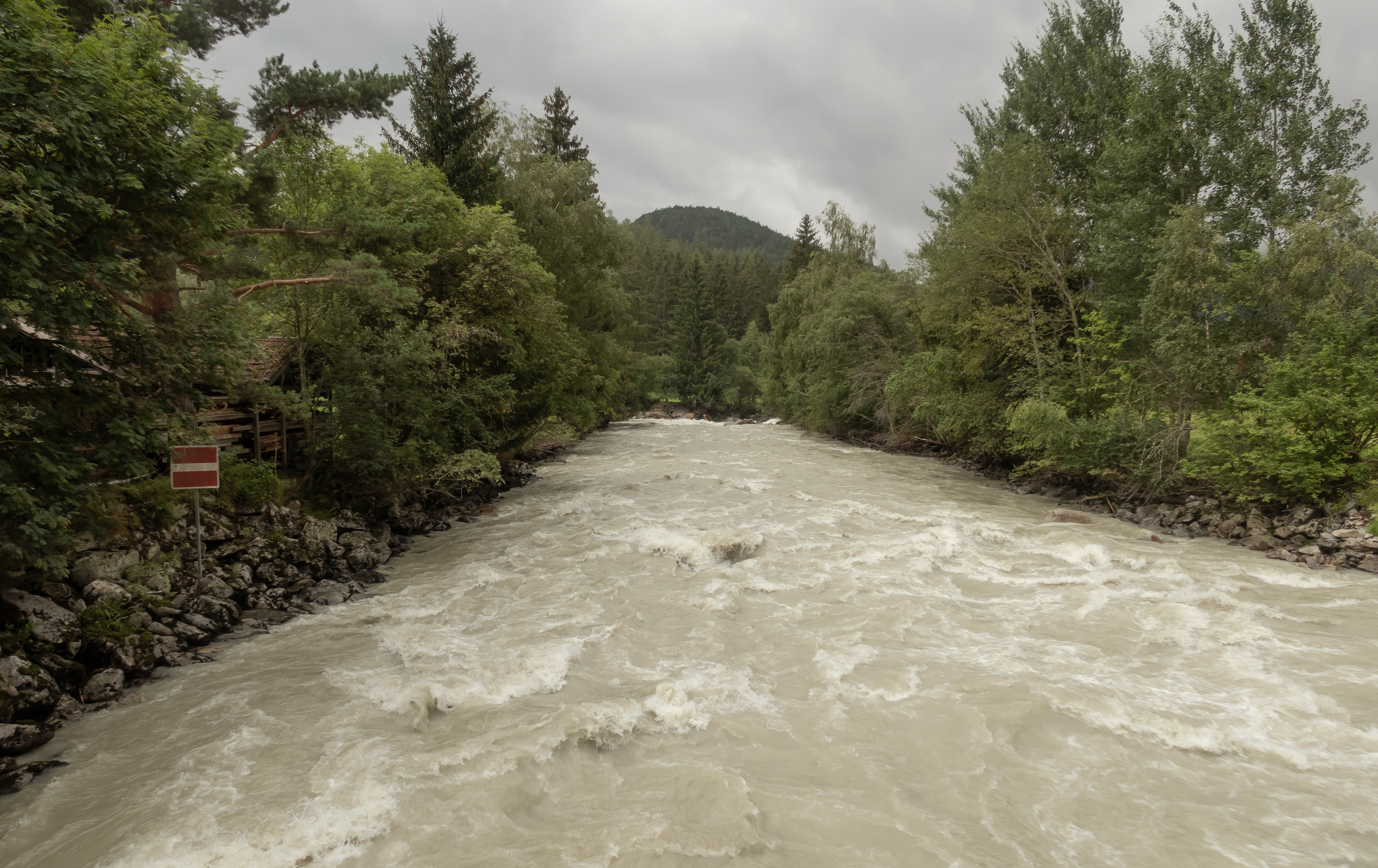
Die Ötztaler Ache bei Habichen